# Paraliburnia
Paraliburnia är ett släkte av insekter som beskrevs av Jensen-haarup 1917. Paraliburnia ingår i familjen sporrstritar.
Kladogram enligt Catalogue of Life och Dyntaxa:
| Paraliburnia | \| \| Paraliburnia adela \| \| \| \| \| \| Paraliburnia clypealis \| \| \| \| |
|              | \| \| Paraliburnia adela \| \| \| \| \| \| Paraliburnia clypealis \| \| \| \| |
|              | Paraliburnia adela                                                            |
|              |                                                                               |
|              | Paraliburnia clypealis                                                        |
|              |                                                                               |